# Синий Камень (Красноярский край)
Си́ний Ка́мень — посёлок в Шушенском районе Красноярского края, входит в состав Каптыревского сельсовета.

## География
Посёлок находится на правом берегу реки Енисей, на расстоянии примерно 20 км (по прямой) к юго-западу от посёлка городского типа Шушенское, административного центра района.

### Климат
Климат резко континентальный с холодной продолжительной зимой и коротким жарким летом. Самый теплый месяц — июль со средней температурой +20 °С, абсолютный максимум до +39 °С. Продолжительность безморозного периода 115 дней, вегетационного — 150 дней. Зимой самый холодный месяц — январь со средней температурой до —20 °С. Среднегодовое количество осадков 500 мм. Снежный покров устанавливается в конце первой-начале второй декады ноября, держится около 5 месяцев. Высота снежного покрова до 150 см. Относительная влажность воздуха колеблется от 42 до 57 %. 

## Население

### Национальный состав
Согласно результатам переписи 2002 года, в национальной структуре населения русские составляли 100 % из 2 чел.